# Tozeur

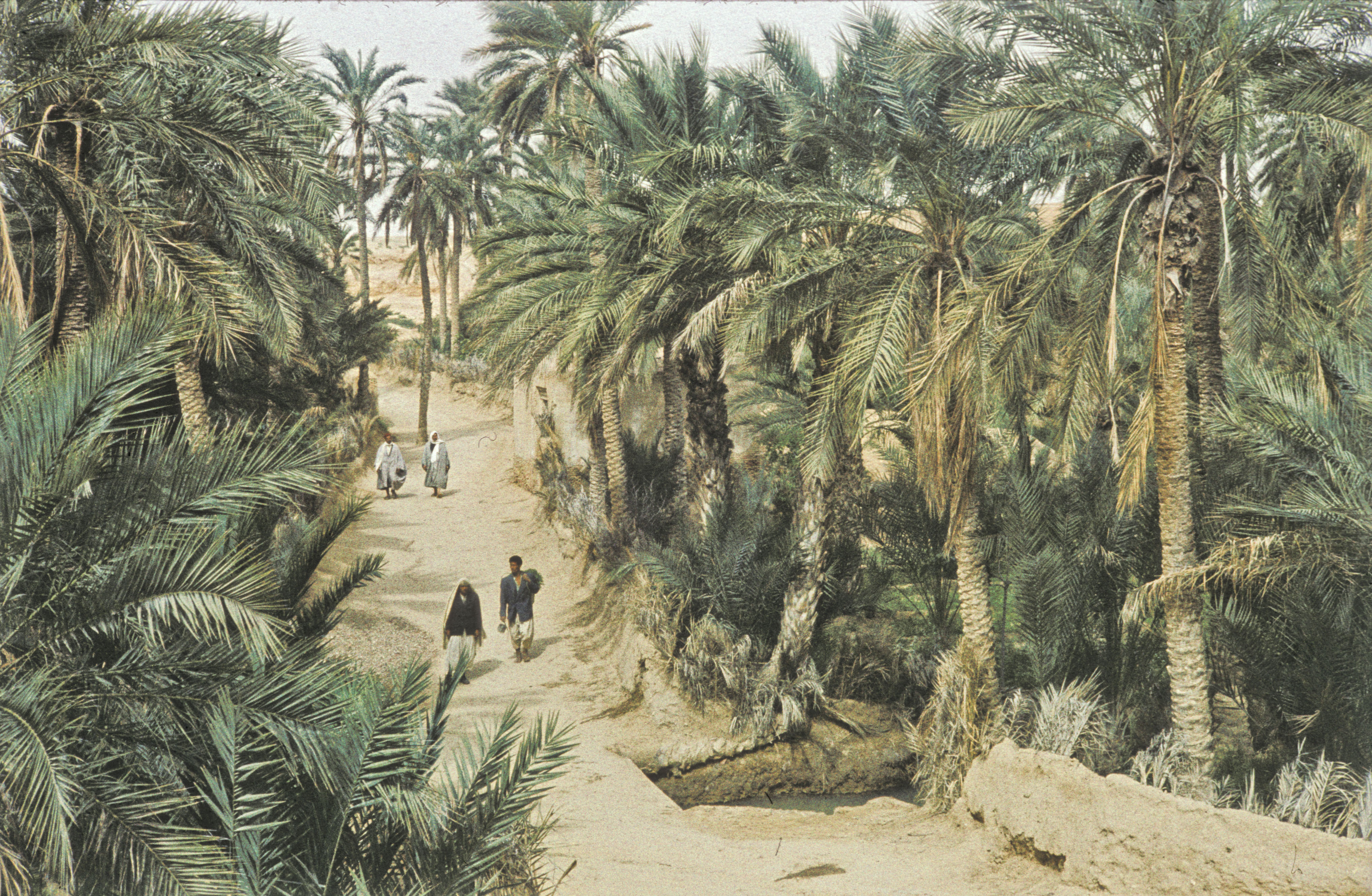
Interior do palmeiral em 1960

Tozeur (em árabe: توزر) é uma cidade e um oásis do deserto do Saara, situado no sul da Tunísia. É a capital da delegação (espécie de distrito ou grande município) homónima e da província (gouvernorat) de Tozeur. Em 2004 a delegação tinha 32 400 habitantes.
Situada num oásis nos limites norte do Chott el Jerid e do Saara, no coração da região do Jerid, a cidade tem um passado religioso importante e nela viveram alguns eruditos muçulmanos célebres, o que é atestado pelos inúmeros marabutos espalhados pela região.[carece de fontes?] Desde os anos 1970, a região de Tozeur foi usada para a rodagem de algumas grandes produções cinematográficas, como O Paciente Inglês e Star Wars.

## Geografia

### Localização
O oásis situa-se nos limites norte do Chott el Jerid, o maior chott (lago salgado ou sebkha) da Tunísia. A pouco mais de 12 km a noroeste da cidade encontra-se o Chott Mejez Sfa, o mais próximo de quatro chotts bastante mais pequenos que frequentemente são designados conjuntamente de Chott el Gharsa, o qual, em rigor, é o maior e que se situa a noroeste dos quatro, a 26 km de Tozeur. A cidade ergue-se junto a um grande palmeiral, que se estende com algumas descontinuidades ou áreas de palmeiral menos denso entre o sul e o nordeste, e se prolonga para oeste até ao oásis de Nefta, situado a 24 km, e Daqas, situada 18 km a nordeste, igualmente no limite do Chott el Jerid. A norte-nordeste de Tozeur há outro oásis, onde se situa a localidade de Hammat al-Jarid. A fronteira por estrada com a Argélia encontra-se 60 km.
As cidades importantes mais próximas de Tozeur são (distâncias por estrada): Gafsa, 90 km a nordeste; Douz, a chamada "Porta do deserto", situada no outro lado do Chott el Jerid,  125 km a sudeste; e Gabès, na costa mediterrânica, 210 km a leste de Gabès.

### Palmeiral
O palmeiral ocupa aproximadamente 1 000 hectares e tem cerca de 400 000 árvores, sobretudo tamareiras, antigamente irrigadas por cerca de 200 nascentes, as quais foram substituídas por numerosos furos modernos em 1995 que desde então abastecem também a cidade. O lençol freático está sobre-explorado, apesar da adoção de medidas como a introdução da rega gota-a-gota, que permitem economizar entre 30 e 35% do consumo de água em relação a outros sistemas.
O palmeiral divide-se em milhares de pequenas hortas, cada uma com meio hectare em média, nem todas bem tratadas — somente 25% das terras são cultivadas e numerosas palmeiras morrem por falta de manutenção. Entretanto, foram plantados recentemente 500 ha de novos palmeirais que são irrigados recorrendo a energia geotérmica.

## Etimologia
O conde Auguste-Antoine du Paty de Clam (1856–1929), oficial, administrador colonial, arqueólogo, membro da Sociedade de Geografia de Paris e um amante da história da Tunísia, apresentou quatro hipóteses para a origem do nome de Tozeur. A primeira supõe que a designação já existia no Antigo Egito sob a forma de Tes-Hor, que significa "cidade do sol" e que os gregos transformaram mais tarde em Apollonites; uma colónia vinda dessa cidade pode ter retomado a mesma designação.

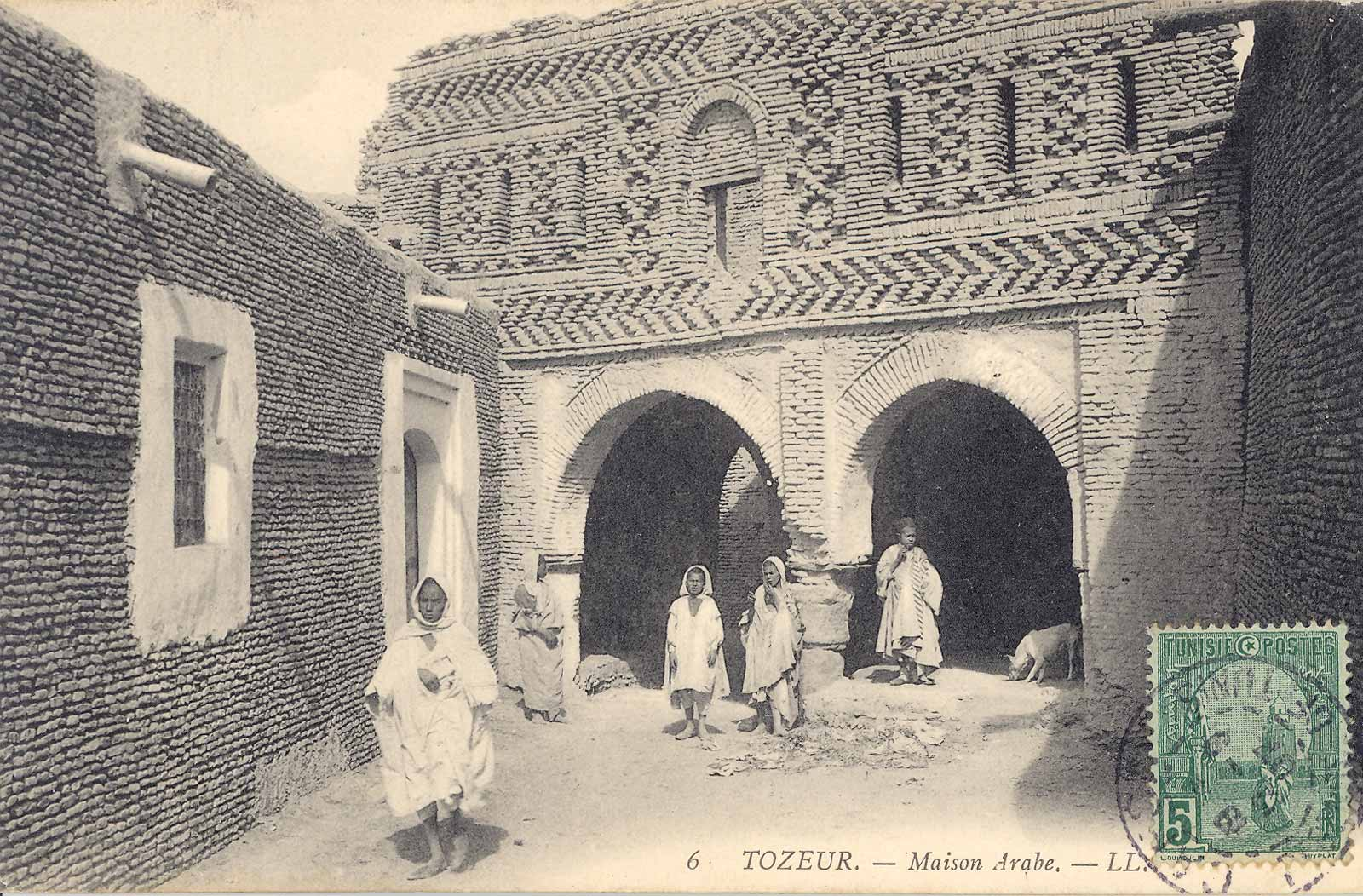
Postal antigo do interior da almedina de Tozeur

A segunda hipótese de Paty de Clam é que o nome tenha origem na faraó feminina Tausserte (r. 1191–1190 a.C.) — que significa "a poderosa" em egípcio antigo — que subiu ao trono após a morte do seu marido Seti II, um faraó da XIX dinastia, neto de Ramessés II O nome de Tozeur seria uma homenagem prestada por uma colónia cuxita aquela rainha que foi a última representante da sua dinastia. Esta hipótese é corroborada pelo facto da arquitetura de Tozeur ser caracterizada pelo uso do tijolo em terra seca ao sol e depois cozido, um método também usado no Antigo Egito nas construções urbanas.
A terceira hipótese é que o termo seja uma forma feminina berbere do adjetivo "forte", taouser, o que estaria ligado ao facto do reino berbere de Massinissa se estender até à cidade. A última hipótese supõe que o nome é uma das formas do nome Utsuur, ou seja "aquele de Assur" ou "aquele que provém de Assur", sendo o nome da cidade uma homenagem duma colónia assíria à sua pátria de origem.
O filósofo e antropólogo natural de Tozeur Youssef Seddik apoia a hipótese duma origem egípcia do topónimo. Segundo ele, o "T" é um prefixo que denota um lugar, como em Tebas, Tamezret, Tafilete ou Tamanrasset; Ozeur ou Ozir é um apócope de Osíris, o deus egípcio retalhado.

## História

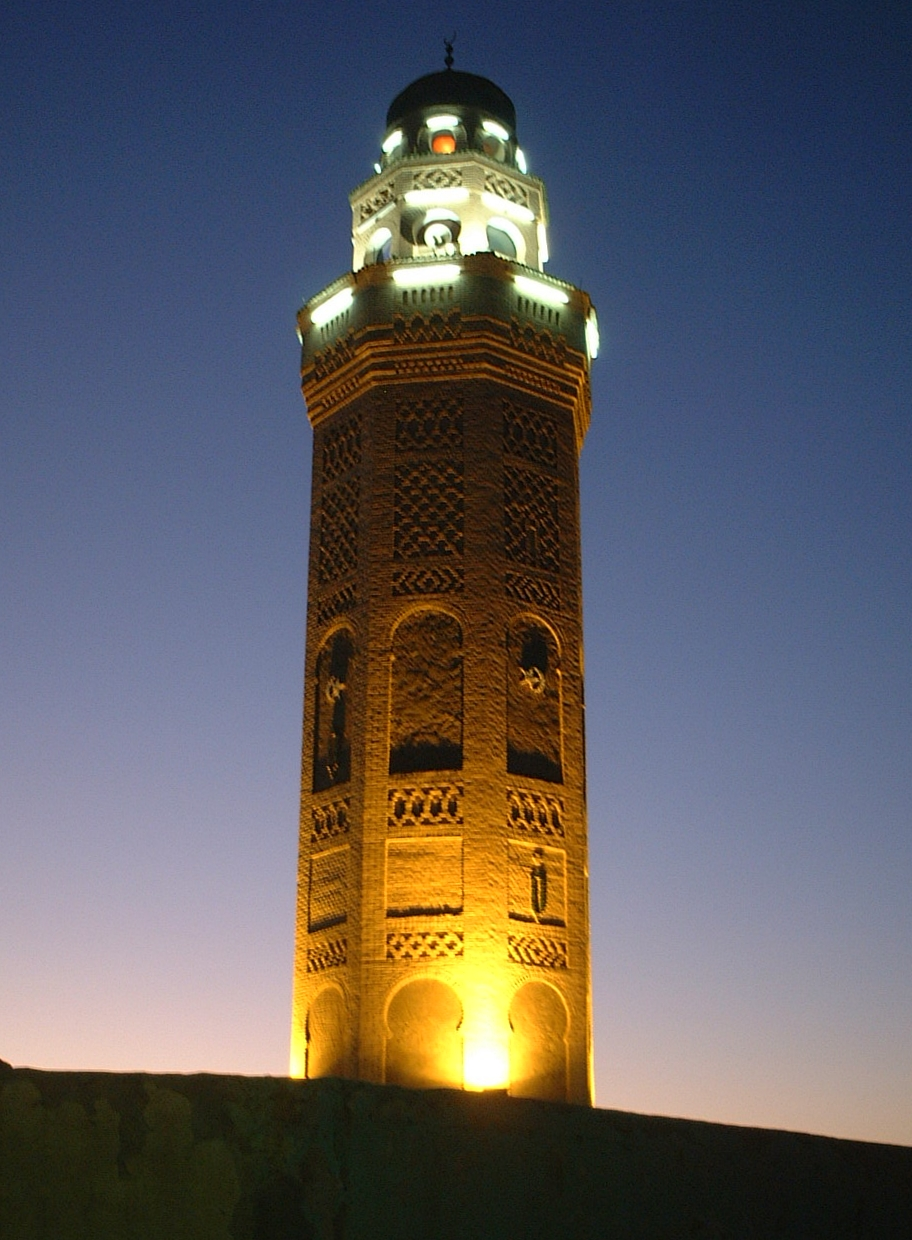
Minarete da Grande Mesquita de Tozeur

A região é povoada desde a Pré-história, que remonta pelo menos à cultura capsiana (c. 10000–6000 a.C.) do Epipaleolítico, e que, como todo o Norte de África, tem origem berbebe, apesar de ser raro encontrem-se vestígios disso e a tradição local não o reivindicar e em vez disso reclamar origem árabe que faz a ligação com o profeta Maomé.[carece de fontes?]
No tempo dos cartagineses era um centro ativo do comércio de caravanas transaarianas frequentado pelos cartagineses. Em 148 a.C. é mencionada por Ptolemeu, que lhe chama Tisouros. Durante a conquista e ocupação da costa meridional do Mediterrâneo, os romanos instalam-se em 33 a.C. na cidade, a qual aparece na Tabula Peutingeriana, uma mapa viário do Império Romano, com o nome de Thusuros. Os vestígios dessa época são raros mas ainda visíveis, como por exemplo em grandes pedras de cantaria usadas nas seguias (sistemas tradicionais de irrigação) e na base da torre de Aladar (um antigo minarete). Diz-se também que o bairro de Helba, atualmente habitado pelos Rkârka contém as ruínas de uma antiga cidade.
De referir também os testemunhos de Plínio, o Velho (23–79 d.C.), que descrevem de forma lírica a beleza paradisíaca do lugar. A cidade torna-se um posto no limes saariano, na estrada romana que ia de Gabés a Biskra (atualmente na Argélia), especializado no comércio de tâmaras e de escravos. Da influência cristã de Santo Agostinho subsistem vestígios duma igreja sobre a qual foi construída a mesquita Alcácer (El Kasr), situada em Bled al-Hadhar e alguns ritos, como o de Sidi Iuba, que consiste em batizar os rapazes antes da circuncisão.
Durante a Idade Média, a região de Tozeur era chamada "terra de Qastiliya" — nome mencionado pelo geógrafo árabe Albacri (1014–1094) — devido à sucessão de aldeias fortificadas chamadas castella, que contribuem para que ao longo do tempo Tozeur e os seus arredores se tornem um refúgio para diversos dissidentes religiosos (donatistas cristãos, xiitas e carijitas). Segundo uma versão mais mitológica do que histórica, o termo Qastiliya é uma alusão a Qustal, filho de Sem e neto de Noé, que teria fundado a cidade depois do Dilúvio.

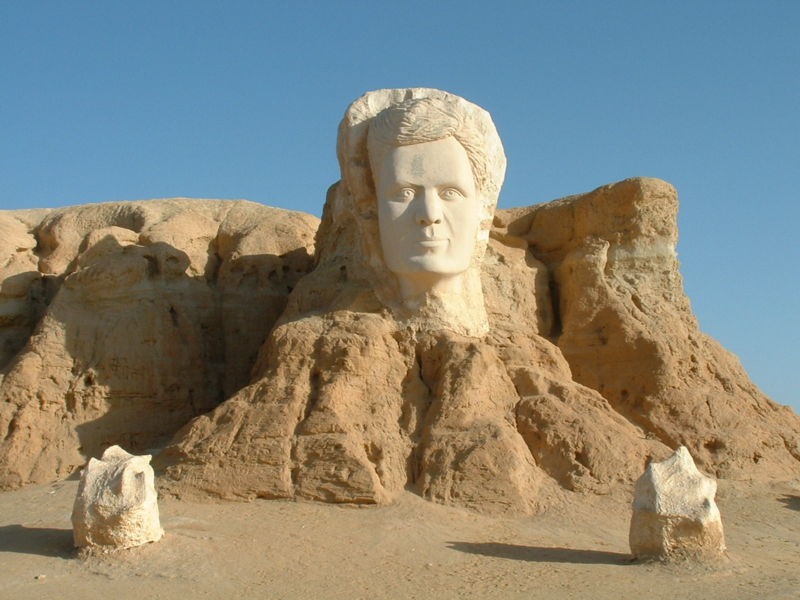
Memorial ao poeta, natural de Tozeur, no parque do belvedere

O espírito contestatário dos habitantes, que desenvolve uma forte identidade, leva-os a fomentar a revolta dos nekkaritas (um ramo do carijismo) liderada por Abu Iázide contra o Califado Fatímida entre 935 e 947. Fundam então dois principados independentes do poder central que só seriam dominados pelos Haféssidas.
Até ao século XII, Tozeur foi um centro cultural florescente que acolhia numerosos teólogos e viu desenvolver-se uma tradição oral das mais ricas do Magrebe e uma tradição poética que perdura até ao século XX, nomeadamente através de Abu el Kacem Chebbi (1909–1934), considerado por alguns o poeta nacional da Tunísia. Entre os eruditos de Tozeur destaca-se, por exemplo, Ibn Chabbat (1221–1282), de nome verdadeiro Abu Abedalá ibne Ali ibne Axabate Atuzri, um homem de letras, matemático, poeta, jurista (foi cádi em Tozeur e precetor na Universidade Ez-Zitouna, anexa à mesquita homónima), mas principalmente horticultor e engenheiro hidráulico, que concebeu e realizou importantes trabalhos vanguardistas relacionados com a cultura da palmeira e o melhoramento notável do sistema de repartição de água que ainda hoje funciona em muitos oásis do sul da Tunísia. O seu projeto do século XIII está exposto no Museu de Artes e Tradições Populares de Tozeur.

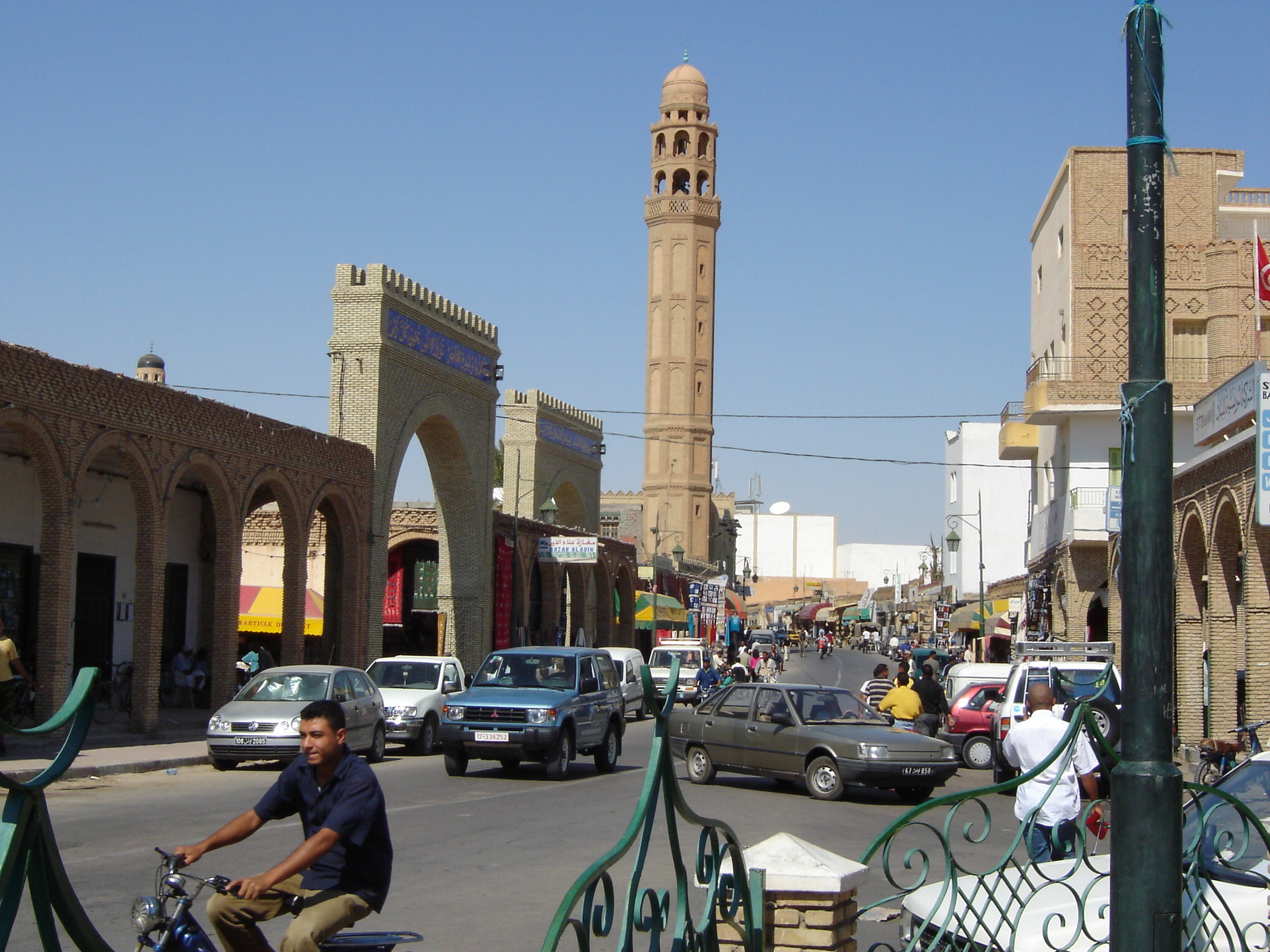
Avenida Habib Bourguiba, no centro de Tozeur

A cidade desenvolve-se fora do seu palmeiral e assiste a um grande progresso económico, atingindo o seu apogeu no século XIV. O historiador ibne Caldune (1332–1406) relata que «todos os dias que Deus faz, cerca de mil dromedários saem da cidade em direção a África e à Ásia.»
Em 1730, o célebre viajante inglês Thomas Shaw (1692–1751), esteve na cidade e assinalou a importância do seu comércio e que os mercadores de escravos iam até à Etiópia comprar escravos ao preço de dois ou três quintais tunisinos por cabeça. Tozeur continua a ser um ponto de destino e de passagem para grandes caravanas até ao século XIX, época em que volta apenas para a produção de tâmaras.[carece de fontes?] O conde Paty de Clam, que a visita no fim desse século, descreve Tozeur como o mais vasto, mais importante e o mais belo oásis do Jerid. Alguns viajantes europeu desse tempo vão ao ponto de afirmar que Tozeur era tão grande como Argel.
Depois da criação do município a 23 de janeiro de 1888 e o desenvolvimento das cidade mineiras próximas de Métlaoui e Redeyef nos anos 1950, a população decresceu.[carece de fontes?]

## Cultura e património arquitetónico

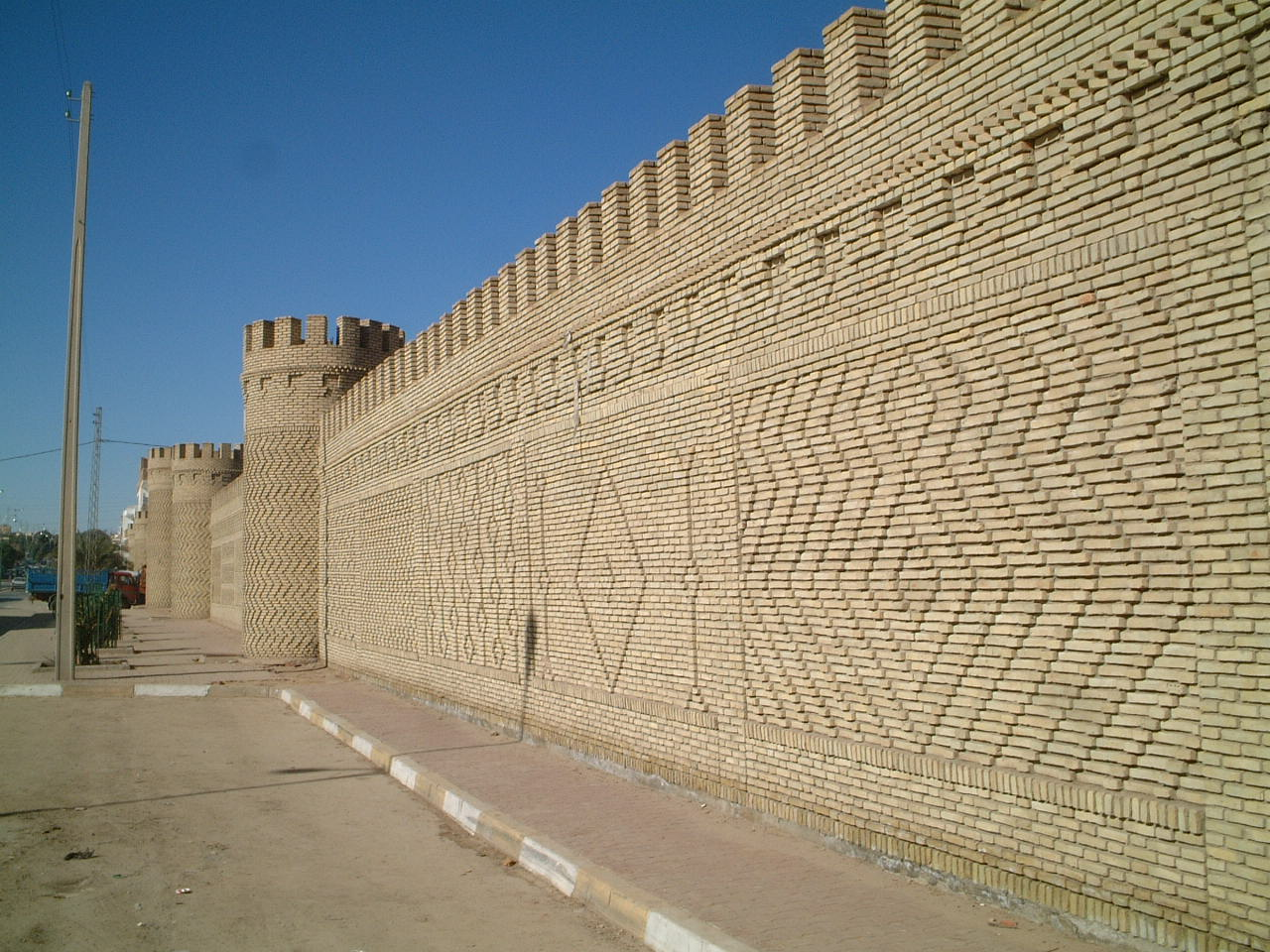
Muralha construída com os típicos tijolos de Tozeur, cuja disposição forma relevos com padrões geométricos

### Arquitetura tradicional
Uma parte da cidade antiga é construída em característicos tijolos de argila de cor amarelada, atualmente valorizados por motivos turísticos. Os pedreiros  decoraram as fachadas com motivos geométricos em relevo feitos com os próprios tijolos e inspirados nos tapetes tradicionais e na caligrafia árabe. Esses ornamentos têm também uma função prática: as protuberâncias feitas com os tijolos criam zonas de sombra que criam correntes de convecção que diminuem a temperatura da parede e, consequentemente, ajudam a manter o interior das casas fresco. Esta técnica decorativa foi desenvolvida na Síria e no Iraque e foi depois levada para Tozeur pelos invasores árabes no século VIII.

### Cultura
O museu Dar Cheraït, de cariz sobretudo etnográfico o primeiro museu privado da Tunísia, fundado em 1990, tem em exposição numerosas obras de arte e objetos que testemunham a vida das famílias tunisinas ao longo de diferentes épocas. Apesar da sua localização em Tozeur, não está muito centrado nas especificidades da vida local.
O jardim zoológico dito do deserto alberga uma série de animais do deserto, como serpentes, escorpiões, gazelas, raposas-do-deserto, chacais, leões, etc., além de uma das figuras turísticas mais famosas da Tunísia: o camelo que bebe Coca-Cola pela garrafa, e que, a par das demonstrações ao vivo com cobras, escorpiões e alguns répteis, é mais um espetáculo obrigatório no roteiro das excursões de turistas típicas dos percursos do sul da Tunísia.[carece de fontes?]

## Economia

### Agricultura

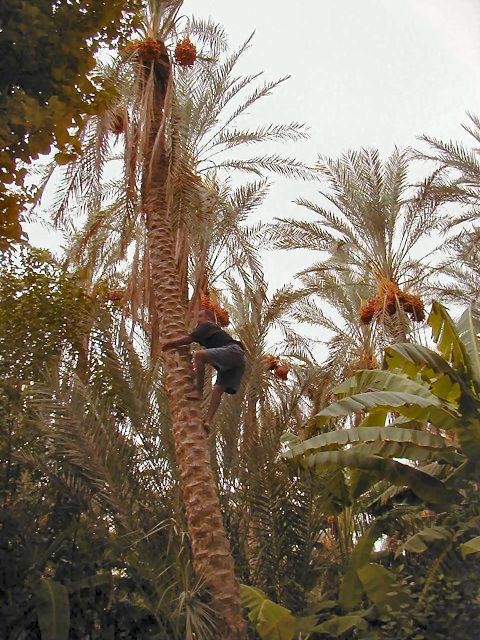
Trabalhos numa tamareira do oásis

A região de Tozeur continua a viver essencialmente da sua vida "oasiana": a agricultura é ainda a principal atividade da cidade e metade dos 100 000 habitantes da região dependem desse setor. A organização agrícola, outrora centrada numa utilização razoável da água, permitia uma produção hortícola e frutícola importante no palmeiral (diversos tipos de verduras, acelga, cenoura, banana, tâmaras, etc.) que assegurava a autossuficiência da população. Desde o século XIV que o plano de irrigação através das seguias assegurava a repartição da água gratuitamente através de gadus (ampulhetas hidraúlicas), cujo nome deriva do latim cadus (clepsidra), por sua vez com origem do grego kados.
A sobrevivência de tal termo desde a Antiguidade mostra até que ponto a região de Tozeur foi influenciada pelas culturas mediterrânicas que trouxeram o seus conhecimentos em matéria de agricultura e de técnicas de irrigação relacionadas com o ambiente do oásis. Depois de projetos de  irrigação e da fixação dos nómadas tendo em vista a educação das crianças desde os anos 1990, a agricultura foi fortemente desenvolvida. Foram criados novos oásis e os palmeirais existentes foram desenvolvidos; a área dedicada à cultura de palmeira duplicou em vinte anos, resultando numa renovação do setor agrícola em termos quantitativos, qualitativos e de empregos associados. O trabalho nos palmeirais, sendo no essencial sazonal (manutenção, polinização artificial, colheita), permite que os operários agrícolas tenham uma segunda ocupação. Contudo, segundo alguns estudiosos, a situação dos agricultores degradou-se significativamente no século XX, pois a água tornou-se "um bem como os outros" ao começar a ser paga e o seu preço de três a cinco cêntimos de dinares por metro cúbico de água para rega semanal, levou muitos agricultores a trabalhar no setor turístico. Já segundo outras fontes, o custo anual da irrigação de 50 hectares de palmeiral equivale à produção de tâmaras de duas árvores.
A produção anual de tâmaras é de cerca de 35 000 toneladas, um terço da produção nacional da Tunísia, das quais 4 000 provenientes de agricultura biológica e dois terços são da variedade de alta qualidade deglet nour, uma das mais apreciadas, por vezes chamada de "rainha das tâmaras" e "sol em miniatura". As autoridades governamentais tenta fomentar a prática da cultura em três níveis: hortícolas no solo, árvores de fruto no nível intermédio e palmeiras no nível superior.

### Turismo

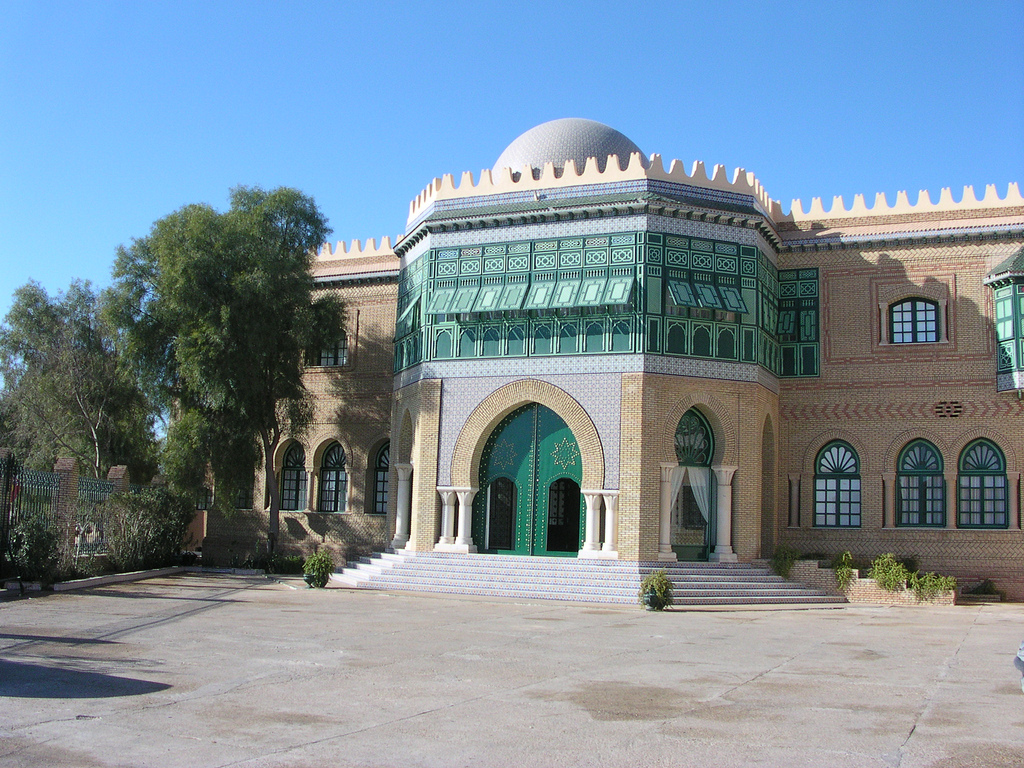
Fachada do museu Dar Cheraït

No início dos anos 1990, o governo tunisino iniciou o desenvolvimento do turismo saariano. Foram construídos doze hotéis de qualidade, para atrair turistas em pacotes de férias. Em maio de 2008, a região que inclui Tozeur, Nefta e Tamerza contava com 41 unidades hoteleiras, três delas de cinco estrelas, que em 2007 acolheram 338 000 visitantes. No entanto, segundo alguns observadores, só uma pequena parte dos hotéis pertencem a locais e a maior parte dos lucros do turismo vão para as grandes empresas do norte do país. O setor turístico gera 2 500 empregos diretos e 5 000 indiretos.
A duração média das estadias dos turistas continua a ser muito pequena; alguns explicam isso pelo facto de que a maior parte dos visitantes pertencem a excursões organizadas a partir das estações balneares do litoral, enquanto que outros sustentam que a situação se deve à orientação para um turismo de gama alta. O aeroporto internacional de Tozeur-Nefta, em funcionamento desde 1980 e dedicado a charters teve um movimento anual de 86 000 passageiros em 2007, bastante distante da sua capacidade de 400 000.[carece de fontes?]

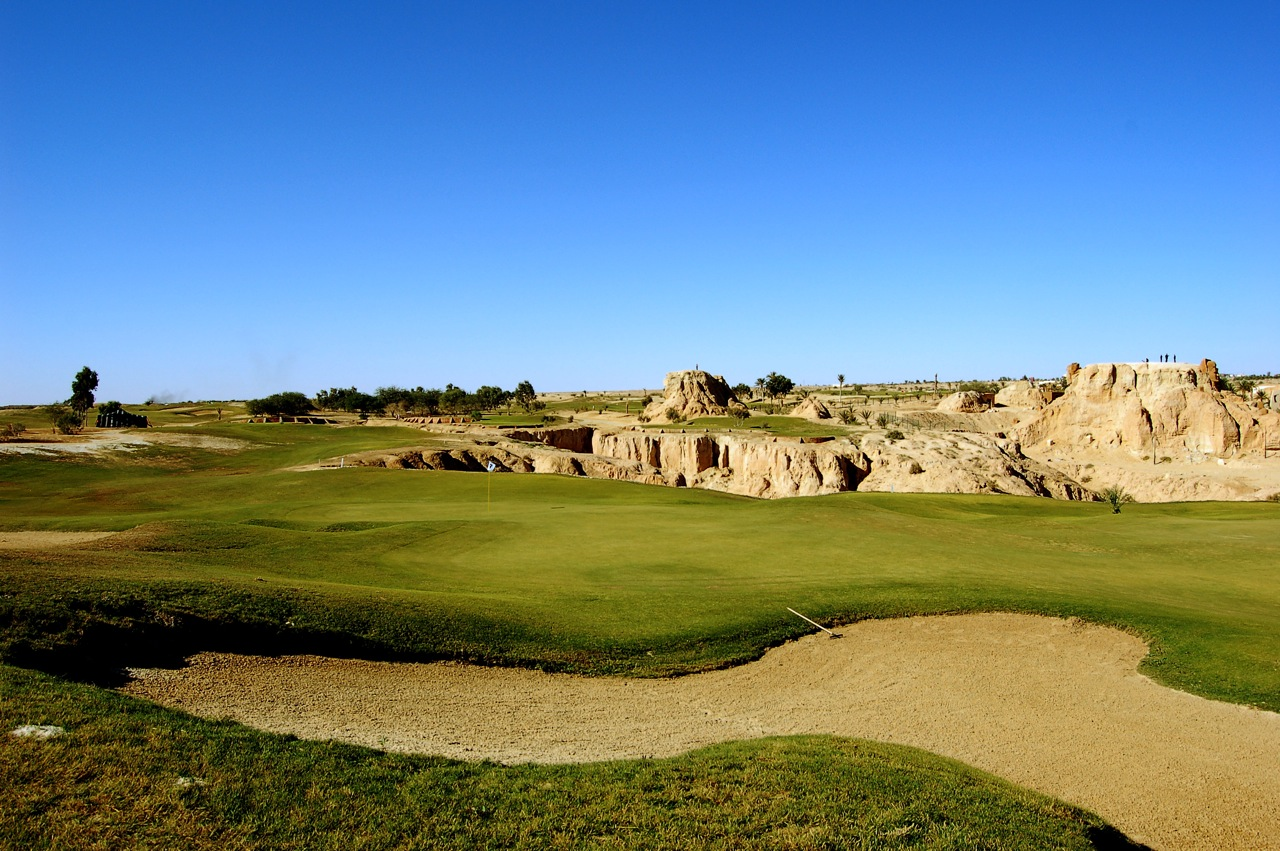
Campo de golfe de Tozeur

Em novembro de 2006 foi inaugurado em pleno deserto um campo de golfe, o Golf des Oasis. Oficialmente, o campo é irrigado com água proveniente da reciclagem das águas residuais dos hotéis, conduzida ao longo de 15 km por condutas expressamente construídas para o efeito, em parte instaladas no fundo do uádi. O campo ocupa terrenos conquistados ao deserto,[carece de fontes?] na margem direita do uádi e não chega a tocar o palmeiral. No entanto, impede o acesso dos operários da fábrica de tijolos a uma pedreira de argila situada nos limites do campo, obrigando a que o transporte de argila seja feito por camião.[carece de fontes?] No entanto, segundo alguns observadores, o campo está demasiado próximo do palmeiral e explora a água do lençol freático para manter a relva verde em pleno deserto, apesar de 90% do consumo de água de Tozeur continue a dever-se à agricultura.
Na entrada do campo de golfe, situa-se o parque do belvedere de Ras El Aïn (رأس العيون; "cabeça das nascentes"), dedicado a Abu el Kacem Chebbi (1909–1934), um poeta célebre tunisino natural de Tozeur. O parque é também chamado "parque dos amantes" pois tem diversas placas em cerâmica com textos bilingues em árabe e francês que celebram o amor. O rochedo que constitui o seu centro é, na realidade, uma construção artificial feita e metal e argila.[carece de fontes?]

### Fábrica de tijolo

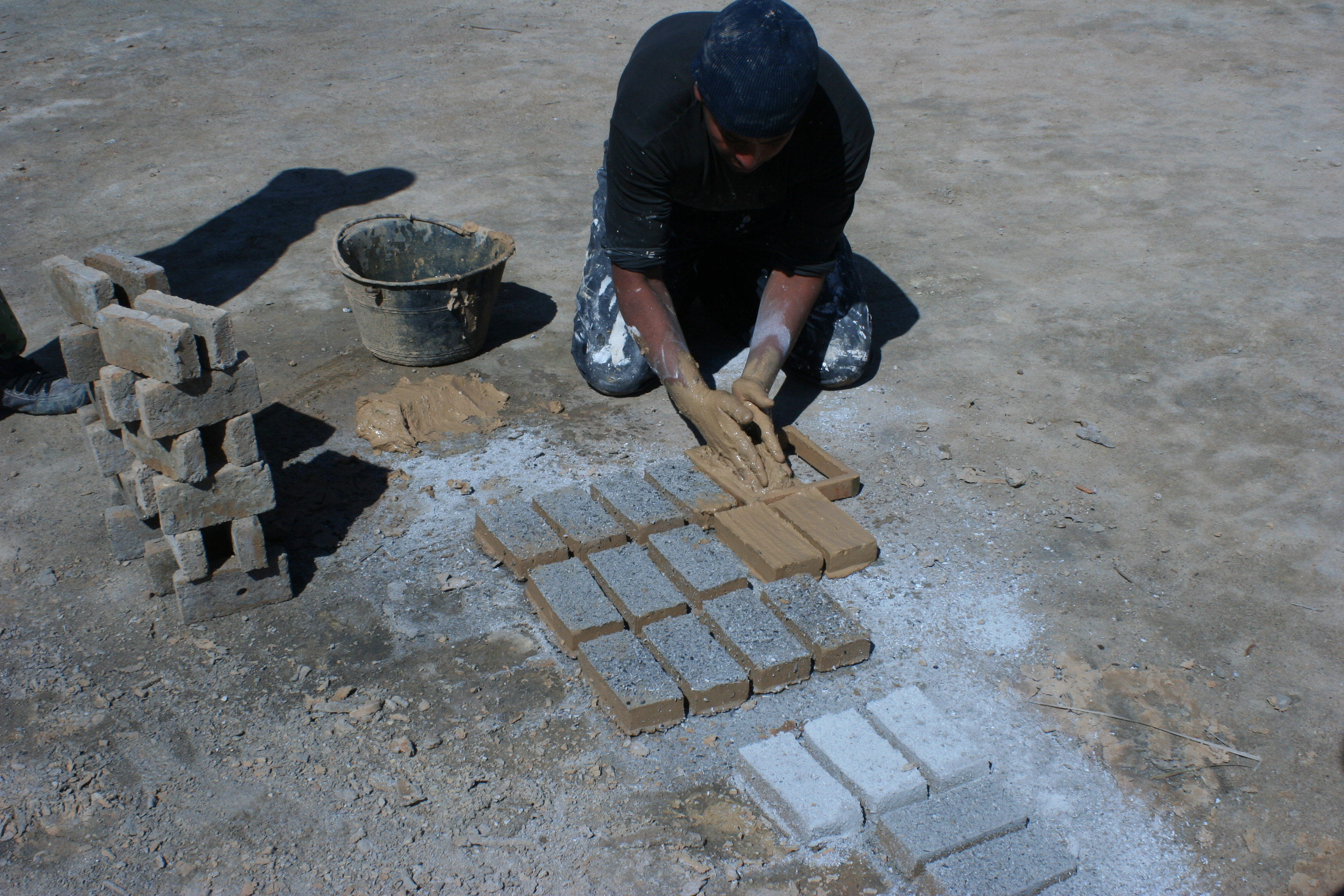
Fabrico de tijolos tradicionais

A produção de tijolos tradicionais de Tozeur, que tanto contribui para a particularidade da arquitetura do Jerid em geral e de Tozeur em particular, continua a desempenhar um papel importante na economia local e um plano regional de ambiente do governo tunisino para 2006-2011 previa inclusivamente alguma expansão dessa atividade.
Os tijolos são fabricados a partir de três componentes: dois terços de argila branca, um terço de argila vermelha e água. A pasta obtida é muito líquida, e por isso são usadas cinzas de palmeira para proteger os tijolos enquanto são secos ao sol. Depois de secos são empilhados em grupos de 10 000 e cozidos em fornos verticais aquecidos com palmeira seca, uma energia renovável abundante no oásis. A cor do tijolo depende da duração da cozedura, e vai do vermelho ao verde, passando pelo castanho e o amarelo-areia, esta última sendo a cor mais comum.[carece de fontes?]
O setor ocupa uma vintena de famílias e os planos de desenvolvimento insistem na necessidade de preservar o uso desses tijolos tradicionais, seja por razões estéticas, seja porque permitem economia substancial nos custos de climatização devido às suas propriedades.